# Esporte Clube Taubaté
Esporte Clube Taubaté é um clube brasileiro de futebol da cidade de Taubaté, no interior do estado de São Paulo. Foi fundado em 1º de novembro de 1914.
Disputou a Primeira Divisão estadual entre 1955 e 1962 e de 1980 a 1984. Disputa o Campeonato Paulista Série A2 e a Copa Paulista de Futebol.

## História

### O início do futebol em Taubaté
Inaugurado em 3 de abril de 1904, o Velódromo Taubateano logo passou a ser o ponto de encontro dos esportistas nas tardes dos domingos.
Sua inauguração foi marcada por uma grande festa, contando com a presença da "Corporação Philarmonica Taubateense e Jacareyense", a Banda João do Carmo, membros da diretoria do Velódromo Taubateano e do Velo Clube de Jacarey e do Dr. Pereira de Mattos, redator do jornal O Povo de Caçapava.
Os festejos da inauguração se iniciaram às 15 horas, com uma série de provas. O ciclismo era o esporte que despertava maior interesse no Estado de São Paulo. Em Taubaté era raro o domingo em que não se realizavam provas ciclistas, sempre com participação de corredores da região e da cidade de São Paulo. Sérgio Areão, Mauricio de P. Natividade, Indiani e outros eram ciclistas famosos, sempre com participações de destaques em provas válidas pelo Campeonato Paulista. Os intervalos dos páreo das provas ciclistas eram preenchidos com apresentações da Orquestra Filarmônica de Taubaté.
Nessa época, os "ensaios" de foot-ball, começavam a surgir no país. A ideia de se criar a primeira equipe de futebol ocorreu exatamente no dia 10 de Junho de 1904, quando os amantes do esporte, José Pedro de Oliveira, Jayme Tindal e Frederico Livrero, se reuniram no edifício da Associação Comercial com objetivo de estudar a melhor possibilidade de se fundar uma equipe de futebol na cidade. Nesse primeiro encontro decidiu-se que a equipe ganharia o nome de "Club Sportivo Taubateense".

### Fundação
Uma reunião realizada no dia 25 de outubro de 1914 estabeleceu os detalhes para a fundação do Sport Club Taubaté. No dia 1 de novembro, a primeira Assembleia Geral, realizada na residência de Francisco de Paula Pereira Barbosa, reuniu 48 sócios e estabeleceu a fundação da agremiação. A partir daí, o clube adotava o azul e o branco como as suas cores. Na ocasião, o prefeito de Taubaté, Gastão da Câmara Leal, foi escolhido como primeiro presidente do clube.
O original da Ata de fundação não mais existe, porém em 13 de fevereiro de 1976, o sr. José Marcelino de Moura Moraes transcreveu conforme o original, arquivado na secretaria do clube. Segue o conteúdo:
ATA DA PRIMEIRA ASSEMBLÉIA GERAL QUE ORIGINOU A FUNDAÇÃO DO ESPORTE CLUBE TAUBATÉ
" Ao primeiro dia do mês de novembro de 1914, na casa de residência do Dr. Francisco Barbosa, servindo de sala de sessão, com a presença de 48 sócios, reuniu a primeira Assembléia Geral definitiva do Sport Club Taubaté. Presidida pelo Dr, Gastão da Câmara Leal e secretariada pelos Srs. Tito Barbosa e Ildefonso de Almeida, foi lido o termo de reunião da sessão prévia anteriormente realizada e na qual foi escolhido para a sociedade que se fundava a denominação do Sport Club Taubaté. Após ter o Dr. presidente declarado fim da sessão, é procedida por escrutínio secreto a eleição da diretoria que ficou assim constituída:
- Presidente: Dr. Gastão Câmara Leal
- Vice-presidente: Dr. Silva Barros
- 1º Secretário: Sr. Enéias Natividade
- 2º Secretário: Prf. Tito Barbosa
- Thesoureiro: Sr. Antonio Valente
Depois de empossada a nova diretoria, foram pelo presidente nomeadas as comissões de estatutos e angariamentos de sócios, ficando assim constituídas: Estatutos - Srs. Renato Granadeiro Guimarães, Tito Barbosa e Enéias Natividade. Expansão: Dr. Adolpho Leonardo Francisco de Mattos e Ildefonso de Almeida. Na proposta do Sr. Tito Barbosa foi aclamado o diretor esportivo o Dr. João Rachou. Nada mais havendo à tratas, deu-se por encerrada a sessão de que lavrei a presente ata que vai assinada pelo presidente e demais membros e por mim secretário que escrevi." 

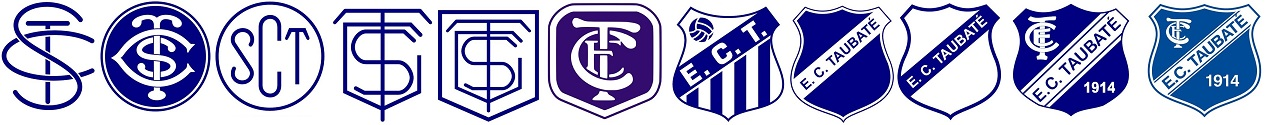
Os escudos do E.C. Taubaté ao longo de sua história.

### O início das atividades
As primeiras atividades esportivas registradas do S.C. Taubaté iniciaram-se com treinamentos de diversos jogadores no campo do Parque Municipal da Praça Monsenhor Silva Barros, que viria a se tornar o primeiro estádio da equipe. A primeira prática reuniu duas equipes constituídas da seguinte forma:
TIME A: Enéas, Simi e Machado, Giudice, Valle e José Benedicto, Tonico, Octávio, Irito, Bicudo e Fêgo.
TIME B: Santinho, Leão e Ferreira, Mattos, Synésio e Camargo, Waldemiro, Hugo, Renato, Abreu e Álvaro.
Despertando interesse considerado, os seguintes treinamentos foram realizados com três equipes, surgindo necessidade de organização dos exercícios em dias diferentes, ou seja: às terças-feiras treinavam os times A e B, às quintas-feiras treinavam os times A e C e aos sábados os times B e C.
Devido aos novos entusiasmos, alterações nos prévios times se fizeram necessárias, e as equipes foram posteriormente organizadas nesta constituição:
TIME A: Renato, Simi e Paiva, Hugo, Jacinto e Paulinho, Synésio, Guimarães, Abreu, Waldemiro e Giuduice.
TIME B: Santinho, Leão e Ferreira, Sérgio, Valle e Lobato, Álvaro, José Benedicto, Machado, Irito e Tonico.
TIME C: Ponzzi, José Menino e Camargo, Mattos, Braga e Heráclito, Fego, Octávio, Bicudo, Nenê e Costa.

### Inauguração do Parque da Praça Monsenhor Silva Barros
Situado logo abaixo ao Convento de Santa Clara e próximo ao bosque, então existente em frente ao Fórum Municipal, o terreno doado pelos capuchinhos, recebeu reparos e, especialmente canalização do córrego que ali passa. Em 14 de dezembro de 1914, às 16:00 horas, segunda-feira, com a presença do Prefeito Dr. Gastão de Câmara Leal. figura importante para a realização dessa conquista, a Prefeitura Municipal inaugurou o Parque da Praça Monsenhor Silva Barros, o famoso Campo do Bosque.

### Festa inaugural do S.C. Taubaté
Para celebrar a grande inauguração de seu estádio, o S.C. Taubaté, no dia 25 de dezembro de 1914, sexta-feira. conseguiu reunir um grande número de torcedores para a realização de sua primeira partida. O adversário foi a Associação Atlética das Palmeiras, tradicional clube paulistano, que derrotou o time taubateano por 6 x 1.
Para o esperado confronto, as duas agremiações se despuseram assim:
S.C. TAUBATÉ: Paulinho, Luiz Simi e Paiva, Synésio, Sérgio Areão e Hugo, Paulo SIlva, Waldemiro, Renato Granadeiro (cap.), Abreu e Jacinto.
A.A. PALMEIRAS: Rachou, Morelli e Paulo Pinto, Gilberto, Lincoln e M. Barros, P. Paulo, Loureiro, Nazareth, Italo e Godinho.
Com a sequência de jogos, o clube reforçou seu quadro principal e conseguiu importantes resultados em partidas amistosas.

### Primeiras conquistas
Em 1919, o Taubaté disputou a primeira edição do Campeonato Paulista do Interior, promovida pela Associação Paulista de Esportes Atléticos. Na primeira fase, derrotou a Caçapavense, da cidade de Caçapava, por 9 x 1. Na fase semifinal, venceu por 3 x 1 o Brasil, de Santos. Na final, enfrentou o Comercial Futebol Clube, de Ribeirão Preto. O placar de 3 x 1 deu a jovem agremiação o seu primeiro título de expressão estadual.
O clube taubateano seguiu sendo destaque nas disputas da competição promovida pela APEA. Porém, em 1927, a diretoria da agremiação decidiu pela filiação a LAF Liga de Amadores de Futebol, que também promoveu o Campeonato Paulista do Interior. Após passar pelas fases iniciais, decidiu o título com o Lemense e foi campeão, após vitória por 2 x 1.

## Símbolos

### Mascote
Em 1954, o Esporte Clube Taubaté disputou o Campeonato Paulista da Segunda Divisão, e se classificado para a fase final. A primeira partida desta etapa foi contra o Comercial, da cidade de Ribeirão Preto, no campo do Bosque, em Taubaté.
O "Gigante do Vale", como o clube era conhecido naquela época, venceu o Comercial por 6 a 3. Porém, na ocasião, o atacante Alcino entrou em campo sem estar com a sua documentação regularizada junto a FPF (Federação Paulista de Futebol). Por este motivo, o Comercial pleiteou os pontos da derrota, sendo prontamente atendido pela entidade esportiva.
Com isto, uma charge no diário esportivo Gazeta Esportiva se referiu ao Taubaté com um desenho de um burro. O animal, que seria motivo de chacota pelas torcidas adversárias, foi carinhosamente adotada pela torcida taubateana.
A denominação "Burro da Central" já existiu desde 1955, ano em que se encerrou o Campeonato Paulista da Segunda Divisão de 1954. Não é verdadeira a informação de que o complemento do apelido "da Central" só surgiu em 1968, após a construção do Estádio Joaquim de Morais Filho. Desde o início, o apelido era "Burro da Central", pelo fato de passar por Taubaté a Estrada de Ferro Central do Brasil. Assim como já existiam a "Pantera da Mogiana" (Botafogo de Ribeirão Preto), o "Elefante da Noroeste" (C.A. Linense), também foi colocado no E.C.Taubaté, pelo jornalista Thomaz Mazzoni do jornal "A Gazeta Esportiva", o apelido de "Burro da Central".
Desta forma, os torcedores adotam o burro como mascote em camisas, bandeiras, adesivos e faixas.

### Hino
A letra e a interpretação do hino do clube é de Santos Cursino e Augusto César Guará.[carece de fontes?]

## Presidentes
O Esporte Clube Taubaté já teve, em sua história, 34 presidentes. Entre os presidentes mais importantes da história do clube, está Gastão da Câmara Leal, um dos fundadores da agremiação e primeiro prefeito da cidade de Taubaté, entre 1908 e 1915. Ele foi o responsável pela construção do primeiro campo de futebol do clube, o estádio da Praça Monsenhor Silva Barros.
Outro presidente importante para a história do clube foi Joaquim de Morais Filho. Em sua primeira gestão, o Burro da Central disputou, pela primeira vez, a principal divisão do Campeonato Paulista de Futebol. Também teve início em seu mandato a construção do estádio que recebe o seu nome e que foi inaugurado em 1968.
Abaixo, a relação dos presidentes do Taubaté:
| - 1914-1919 - Gastão da Câmara Leal - 1919-1925 - José César de Oliveira Costa - 1926-1927 - Alfredo Cândido Vieira - 1927-1933 - Lavaro de Mattos - 1933 - Luciano Alves - 1933-1936 - Antonio de Mattos Ribas - 1936-1938 - Artur Audrá - 1938-1939 - Francisco Costa Nápoles - 1939-1944 - Artur Audrá - 1944-1948 - José Geraldo de Oliveira Costa - 1949-1951 - José Rodrigues Pereira - 1951-1953 - Francisco de Matos - 1953-1957 - Joaquim de Morais Filho - 1957-1959 - José Rodrigues Pereira - 1959- Alfredo Fernandes - 1959-1960 - Odnei Montesi - 1960-1962 - Joaquim de Morais Filho - 1962-1964 - Savério Mário Árdito - 1964-1965 - Joaquim de Morais Filho - 1965-1966 - Oswaldo Abirached - 1966-1968 - Joaquim de Morais Filho - 1968- Rubens Retro / Francisco Tolomio - 1969-1974 - Joaquim de Morais Filho - 1975-1976 - Benedito Elias de Souza (Lolito) - 1977-1978 - Brasil Natalino - 1979-1980 - Benedito Elias de Souza (Lolito) - 1981-1982 - Gustavo Henrique Schalch | - 1983-1984 - Willian Beny B. Telles Alves - 1984 - Reinaldo Carneiro Bastos - 1985-1986 - Reinaldo Carneiro Bastos - 1987-1988 - Reinaldo Carneiro Bastos - 1989-1990 - José Diniz Junior - 1991-1992 - Giuseppe Del Vecchio (Pepe) - 1992- Fernando Silveira Queiroz - 1993-1994 - José Diniz Junior - 1995-1996 - Antonio Roberto Paolicchi - 1997 - Edgar Soares (janeiro a março) - 1997 - Horton Sidney da Cunha (abril a novembro) - 1997-1998 - Antonio Luis Ravani - 1999-2000 - Antonio Luis Ravani - 2001-2003 - Antonio Luis Ravani - 2003-2006 - Francisco Rodrigues Tulha - 2006-2008 - Elidemberg Mauricio Nascimento - 2009 - Sinival José Inácio - 2009-2012 - Ary Kara José - 2012-2014 - Daniel Ambrogi - 2014-2016 - Hélio Marcondes Neto - 2016-2017 - Waldir Attili Junior - 2017-2018 - Eduardo Cursino - 2018-2019 - Gilson Resende - 2019-2022 - Gilson Resende - 2022-2025 - Hélio Marcondes Neto |

## Torcidas Organizadas
Ao longo de toda sua história, as arquibancadas taubateanas foram pontos de encontro entre torcedores apaixonados. Naturalmente, agremiações organizadas surgiram e foram extintas em prol do apoio e da devoção ao Alvi-azul.
Atuantes:
- Os Jecas
- Dragões Alvi Azul
- Chapéu de Páia

Extintas:
- Comando 1914
- Cocheira
- Burrão Chopp
- Explosão
- Forject
- Camisa 14

## Títulos
As principais conquistas do Taubaté foram as seguintes:
| Estaduais                  | Estaduais                                          | Estaduais | Estaduais                           |
|                            | Competição                                         | Títulos   | Temporadas                          |
| -------------------------- | -------------------------------------------------- | --------- | ----------------------------------- |
|                            | Campeonato Paulista - Série A2                     | 6         | 1918, 1926, 1928, 1942, 1954 e 1979 |
|                            | Campeonato Paulista - Série A3                     | 2         | 2003 e 2015                         |
|                            | Campeonato Paulista de Futebol Sub-20 - 2ª Divisão | 1         | 1985                                |
|                            |                                                    |           |                                     |
| Interestadual              |                                                    |           |                                     |
|                            | Competição                                         | Títulos   | Temporadas                          |
| São Paulo · Rio de Janeiro | Torneio Miguel Couto Filho                         | 1         | 1956                                |
| Regionais                  |                                                    |           |                                     |
|                            | Competição                                         | Títulos   | Temporadas                          |
| São Paulo                  | Copa Vale do Paraíba                               | 2         | 1986 e 1987                         |
| Municipais                 |                                                    |           |                                     |
|                            | Competição                                         | Títulos   | Temporadas                          |
|                            | Campeonato Amador da Primeira Divisão de Taubaté   | 3         | 1951, 1959 e 1961                   |

## Estatísticas

### Participações
|  | Participações em 2025 |

| Competição | Competição          | Temporadas | Melhor campanha       | Anos                                                              | A | R |
| São Paulo  | Campeonato Paulista | 14         | 7º colocado (1959)    | 1927, 1955-1962 e 1980-1984                                       |   | 2 |
| São Paulo  | Série A2            | 41         | Campeão (1954 e 1979) | 1947-1954, 1963-1968, 1976-1979, 1985-1993, 2004-2007 e 2016-2025 | 2 | 2 |
| São Paulo  | Série A3            | 17         | Campeão (2003 e 2015) | 1994-2003, 2008 e 2010-2015                                       | 2 | 1 |
| São Paulo  | Segunda Divisão     | 1          | 4º colocado (2009)    | 2009                                                              | 1 |   |
| São Paulo  | Copa Paulista       | 11         | Semifinal (1999)      | 1999, 2002, 2004, 2011, 2013-2014, 2017-2019, 2021 e 2025         |   |   |

### Últimas dez temporadas
Legenda:
| Campeão Vice-campeão Eliminado nas semifinais | Campeão e promovido à divisão superior Vice-campeão e/ou promovido à divisão superior Rebaixado à divisão inferior | Classificado à fase de grupos da Copa Libertadores Classificado à fase preliminar da Copa Libertadores Classificado à Copa Sul-Americana Campeão do Campeonato do Interior |